# 徒河県
徒河県（とか-けん）は中華人民共和国遼寧省にかつて存在した県。現在の錦州市一帯に相当する。
前漢により設置され、南北朝時代、北魏により廃止された。